# 谷口敏雄
谷口 敏雄（たにぐち としお、1913年7月11日 - 1988年8月24日）は、土木工学・地球物理学者。日本の地すべり研究の第一人者の一人。正五位勲四等旭日小綬章受章。工学博士（京都大学）。元建設省土木研究所砂防研究室長および河川部長。日本技術士会元理事。日本工営元副社長・最高顧問。日本地すべり学会第2代会長・名誉会長。地すべり対策技術協会元会長。土質工学会（現：地盤工学会）元副会長。元京都大学防災研究所非常勤講師・大阪工業大学工学部土木工学科客員教授。

## 経歴
- 愛知県に生まれる。
- 1946年京都帝国大学理学部地球物理学科卒業。1957年工学博士（京都大学）[4]。
- 内務省国土局勤務、建設省土木研究所砂防研究室長、建設省土木研究所河川部長等を歴任。
- 京都大学、新潟大学、東京農業大学の非常勤講師、大阪工業大学客員教授[5]として教鞭をとる。
- 日本工営株式会社 最高顧問に就任。
- 日本プラント建設株式会社 代表取締役社長に就任。
- 日本地すべり学会名誉会長、（社）地すべり対策技術協会会長となる。その他 土質工学会名誉会員（理事）、日本産業再建技術協会理事、日本道路協会土工委員会委員、砂防・地すべり技術センター理事、日本技術士会理事、地すべり・崖くずれ対策協議会顧問、砂防広報センター理事長等多くの役職を歴任。
- 急性心不全のため逝去 享年75[6]。子（石長勢津子、高橋敦子）

## 著書
- 土木学会『災害とその対策』土木学会、1956年。 NCID BN10737627。
- 矢野義男, 谷口敏雄, 谷勲『砂防施工法』山海堂〈最新土木施工法講座 9〉、1960年。 NCID BN04158487。
- 土と基礎の設計法編集委員会, 伊丹康夫, 山内豊聡, 谷口敏雄『土と基礎の設計法』土質工学会、1961年。 NCID BN04143275。
- 谷口敏雄『地すべり調査と対策』（新版）山海堂、1972年。 NCID BN10020418。
- 藤原明敏, 谷口敏雄『地すべり調査と解析 : 実例に基づく調査・解析法』（改訂版）理工図書、1994年。 NCID BN11677429。

## 功績
日本の地すべり工学の最高権威者として自他ともに認められ、地すべり対策事業の黎明よりかかわり、育ててきた最大の功労者である。

## 論文
- 谷口敏雄「山崩れと地すべり」『科学朝日』第10巻第4号、朝日新聞社、1950年4月、23-24頁、ISSN 03684741、NAID 40017550064。
- 谷口敏雄「地辷り防止の地下水排除について」『新砂防』第1952巻第8号、砂防学会、1952年、14-14頁、doi:10.11475/sabo1948.1952.8_14、ISSN 0286-8385、NAID 130004410074。
- 谷口敏雄「2.地辷り現象の概要」『季刊土と基礎』第1巻第2号、日本土質基礎工學委員會、1953年、9-16頁、NAID 110003972883。
- 谷口敏雄「地辷りの災害」『セメント』第46号、セメント協会、1954年7月、10-13頁、NAID 40017979691。
- 谷口敏雄「地下水位の地すべり移動速度に及ぼす影響について」『土木学会論文集』第1957巻第46号、土木学会、1957年、39-45頁、doi:10.2208/jscej1949.1957.46_39、ISSN 0047-1798、NAID 130003978397。
- 谷口敏雄「地すべりとその対策」『林業技術』第196号、日本林業技術協会、1958年6月、ISSN 03888606、NAID 40018581053。
- 谷口敏雄「建設省における地すべり対策(<特集>地すべり)」『地球科学』第1960巻第47号、地学団体研究会、1960年、4-11頁、doi:10.15080/agcjchikyukagaku.1960.47_4、ISSN 0366-6611、NAID 110007156935。
- 谷口敏雄「地すべり対策とその問題点」『地すべり』第1巻第1号、日本地すべり学会、1964年、13-17頁、doi:10.3313/jls1964.1.13、ISSN 0285-2926、NAID 130001006364。
- 谷口敏雄「最近の地スベリのスウ勢と研究の動向」『土と基礎』第12巻第5号、地盤工学会、1964年5月、ISSN 00413798、NAID 110003964511。
- 谷口敏雄「カナダとアメリカにおける地すべり (1)」『地すべり』第2巻第2号、日本地すべり学会、1966年、19-25頁、doi:10.3313/jls1964.2.2_19、ISSN 0285-2926、NAID 130001007870。
- 谷口敏雄, 福田乙二, 上野長八郎, 八尋暉夫, 近藤貞雄「傾斜地の根切り工事による地スベリ対策について」『土と基礎』第14巻第3号、地盤工学会、1966年3月、21-28頁、ISSN 00413798、NAID 110003964719。
- 谷口敏雄「地スベリ斜面崩壊とその対策」『土質工学会論文報告集』第18巻第3号、土質工学会、1978年、i、NAID 110003914328。
- 石井靖丸, 加藤渉, 河村房義, 後藤正司, 谷口敏雄, 谷藤正三, 手嶋渚, 福岡正巳, 星埜和, 松尾新一郎, 三谷健, 最上武雄, 森博, 山門明雄, 三木五三郎「土質工学30年の回顧」『土と基礎』第27巻第13号、土質工学会、1979年、114-125頁、NAID 110003973555。
- 谷口敏雄「地すべりとともに30年」『土木技術』第36巻第1号、土木技術社、1981年1月、32-34頁、ISSN 02855046、NAID 40002742545。
- 谷口敏雄「地すべり災害と対策」『地すべり』第24巻第1号、日本地すべり学会、1987年、1-4頁、doi:10.3313/jls1964.24.1、ISSN 0285-2926、NAID 130001008702。

## その他
- 社団法人 日本地すべり学会に「谷口賞」がある。